# Dasyomma gonzalezi
Dasyomma gonzalezi är en tvåvingeart som beskrevs av Coscaron 1995. Dasyomma gonzalezi ingår i släktet Dasyomma och familjen bäckflugor. Inga underarter finns listade i Catalogue of Life.